# Kristóffy József (diplomata)
Csejtei Kristóffy József (Makó, 1890. július 17. – Dánia, Bogø szigete, 1969. augusztus 22.) magyar jogász, diplomata, volt moszkvai és koppenhágai magyar követ.

## Élete
Az erdélyi örmény Kristóffi család leszármazottja. 
Apja Kristóffy József politikus, a Fejérváry-kormány belügyminisztere, anyja Völgyessy Ernesztina volt. Jogot végzett, majd 1911 és 1914 között a Pénzügyminisztériumban, utóbb a Honvédelmi Minisztériumban dolgozott fogalmazó gyakornok és segédfogalmazó beosztásban. Az első világháborúban katona volt, 1916-tól mint huszárfőhadnagy. 1919 elejétől dolgozott a Külügyminisztériumban, ahol 1938-ig fokozatosan haladt a szamárlétrán: segédtitkár, titkár, osztálytanácsos, majd 1938-ban miniszteri tanácsos lett. 1937-ben került át a diplomáciai karba Hory András kezdeményezésére, ekkor került Magyarország varsói követségére Hory helyetteseként.
1939 szeptemberében a második világháború kitörésekor - Lengyelország megszállásának kezdetekor - a magyar követség személyzetének menekülnie kellett. Kristóffy akkor családjával, két kisgyerekkel együtt volt kénytelen vállalkozni erre a kalandos útra, amiből tulajdonképpen Hory gesztusa mentette ki: míg a lengyel kormány Románia irányába menekült - és így velük együtt a magyar követség személyzete is - Hory Kristóffyt Budapestre küldte jelentéstételre. Ugyanebben az időben Magyarország és a Szovjetunió között nem volt diplomáciai kapcsolat, mivel hazánk 1939 elején csatlakozott az Antikomintern paktumhoz. A néhány nappal korábban, augusztus 23-án aláírt Molotov–Ribbentrop-paktum hatására azonban ezek a kapcsolatok újraéledtek, ismét megnyithattuk a moszkvai követségünket. A követi megbízást végül az épp ebben az időben hazaérkező Kristóffy kapta. Ezzel akaratlanul is kiváltotta Hory nemtetszését és sértettségét, hiszen a diplomáciai karban egy 1941 februárjából ránk marad rangsor szerint Hory a 3., Kristóffy - aki akkor már moszkvai követünk volt - a 36. helyen állt. Kristóffy 1939. szeptember 30-án kapta a moszkvai követség vezetésére vonatkozó megbízását. 
Elődjével, (Jungerth-Arnóthy Mihály) ellentétben nem volt az orosz ügyek szakértője. Kristóffy keveset tudott a szovjet magyar emigráció történetéről, gondjairól stb. Nem voltak a moszkvai diplomaták körében kapcsolatai sem, ami akadályozta abban, hogy a problémákat megismerje. 1941. június 23-ig, a Szovjetunió lerohanását követő napig töltötte be tisztségét.
Kristóffy Moszkvából hazatértét követően a minisztériumba került, majd Kolozsváron nemzetiségi ügyekkel foglalkozott. 1943. augusztus 18-án nevezték ki koppenhágai követnek, de csak 1944 elején érkezett meg állomáshelyére. Az ő feladata volt a követség felállítása (korábban nem volt követségünk Dániában), és a nyugattal való kapcsolatkeresés. Bekapcsolódott a németek elleni dániai ellenállási mozgalomba is. A Szálasi-puccsot követően Kristóffy a követség teljes személyzetével és irattárával együtt Stockholmba (más forrás szerint Malmöbe) menekült, emiatt távollétében 1944 decemberében halálra ítélték. 1945 májusában tért vissza Koppenhágába, ahol a Vöröskeresztnél dolgozva segítette Magyarországot mentőautók és gyógyszerek küldésével. 1946-ban hazatért, igazolták, majd nyugállományba helyezték. 1949-ben nyugdíját megvonták, 1951-ben kitelepítették. 1956 novemberében útlevéllel kivándorolt Dániába, ahol Koppenhágában telepedett le. 1969-ben hunyt el Bogø szigetén, a család tanyáján.

## Házassága és leszármazottjai
Dr. Kristóffy József 1920. január 31-én, Budapesten, feleségül vette Horváth Erzsébet (1896. június 7.) kisasszonyt, akinek a szülei dr. Horváth Mihály és Eleőd Judit voltak. Kristóffy József egyik gyermeke Kristóffy Judith (szül.: 1927) Svend Sandager Jeppese dán diplomatához ment feleségül, 2014-ben hunyt el.

## Díjai
- 1930: III. osztályú Magyar Érdemkereszt
- 1939: Magyar Érdemrend középkereszt